# ماساکی چوگو
ماساکی چوگو (انگلیسی: Masaki Chugo؛ زادهٔ ۱۶ مهٔ ۱۹۸۲) بازیکن فوتبال اهل ژاپن است.
از باشگاه‌هایی که در آن بازی کرده‌است می‌توان به باشگاه فوتبال کاشیما آنتلرز، باشگاه فوتبال سرزو اوساکا، باشگاه فوتبال جف یونایتد ایچیهارا چیبا، و باشگاه فوتبال توکیو وردی اشاره کرد.